# Delovna terapija
Delovna terapija (DT) je uporaba diagnoze in zdravljenja za razvoj, okrevanje ali vzdrževanje življenjskih in delovnih veščin oseb s telesno, duševno ali kognitivno motnjo. Delovni terapevti veliko svojega dela osredotočijo tudi na prepoznavanje in odpravo okoljskih ovir za neodvisnost in sodelovanje v dnevnih aktivnostih . Delovna terapija je praksa osredotočena na pacienta-posameznika, ki daje poudarek na cilje pacienta . Delovanje posega v prilagajanje okolja, spreminjanje naloge, poučevanje veščine in izobraževanje pacienta ali družine, da bi povečali sodelovanje in delovanje v dnevnih aktivnostih, še posebej tistih, ki so pomembne za pacienta. Delovni terapevti pogosto tesno sodelujejo s strokovnjaki iz fizikalne terapije, logopedske terapije, zdravstvene nege, socialnega dela in strokovnjaki za skupnost.
Izraz "Delovna terapija" je lahko pogosto zavajajoč. Napačno prepričanje je, da je poudarek poklica na poklicnem svetovanju in usposabljanju na delovnem mestu. Beseda poklic, kot je opredeljeno v "Websters dictionary" je "dejavnost s katero se posameznik ukvarja." Delovni terapevti spodbujajo razvoj spretnosti in neodvisnosti v vseh dnevnih aktivnostih. Za odrasle to lahko pomeni, da gledamo na področje samopomoči, grajenja doma, prostega časa in dela. "Delo" otrok lahko vključuje igranje v parku s prijatelji, umivanje rok, trening za biološke potrebe, rezanje s škarjami, risanje, itd.